# Nikolskoje (Leningrad oblast)
Nikolskoje (russisk: Никольское; finsk: Lomkka) er en by i den nordvestlige del af den europæiske del af Rusland. 
Nikolskoje ligger ca. 40 kilometer sydøst for Sankt Petersborg ved floden Tosna, der er en sydlig biflod til floden Neva. Byen har et indbyggertal på 21.382 (2024) indbyggere og ligger i Tosno rajon i Leningrad oblast.